# Хомутов, Сергей Адольфович
Сергей Адольфович Хомутов (26 августа 1950, Рыбинск, Ярославская область) — российский поэт, издатель, член Союза писателей России, заслуженный работник культуры Российской Федерации, действительный член Петровской Академии наук и искусств. Лауреат литературных премий: имени Сергея Есенина «Русь моя», имени Александра Прокофьева «Ладога», имени Константина Симонова, имени Алексея Толстого, премии журнала «Молодая Гвардия», премии «Поэт года» и других литературных премий.

## Биография
Сергей Адольфович Хомутов родился 26 августа 1950 года в Рыбинске, где окончил школу и техникум. Проходил практику на Кузбассе, к диплому готовился в Орле, затем была работа в Улан-Удэ. Массу впечатлений ему дарили большие станции, ночные перегоны, встречи с интересными попутчиками, из всего этого рождались его стихи. Он начал печататься в городских и областных газетах, в коллективных сборниках Верхне-Волжского издательства. Здесь же в 1979 году вышла первая книга стихов Сергея Хомутова «Пускай растет берёзка», и пришло понимание, что литературе надо отдаваться целиком. В 1960 — 80-х годах работал в типографиях Сибири (Кузбасс) и Забайкалья (Улан-Удэ).
В 1984 году Сергей Хомутов был участником VIII Всесоюзного совещания молодых писателей. В 1987-м он был принят в Союз писателей СССР и в этом же году окончил заочно Литературный институт имени А. М. Горького. Работал на предприятиях Рыбинска, в многотиражной, районной и областных газетах.
Почти 30 лет Сергей Хомутов возглавлял провинциальное издательство «Рыбинское подворье». Одновременно с 1994 по 2001 год был и главным редактором регионального литературно-исторического журнала «Русь», член Союза писателей России. Многие годы Сергей Хомутов входит в правление Ярославской писательской организации.
В 2017 году стал лауреатом премии «Поэт Года», в 2018 — Международной литературной премии имени Сергея Есенина, в 2020 — премии имени Александра Прокофьева «Ладога»

## Творчество
В разные годы в Москве, Ярославле, Рыбинске издано более 30 книг Сергея Хомутова. Широко публиковался в периодических изданиях: журналах «Новый мир», «Октябрь», «Наш современник», «Огонёк», «День и ночь», «Молодая гвардия», «Юность», «Волга», «Север» и многих других. Большая подборка стихотворений вышла в двухтомнике «Антология русской поэзии XXI века». Поэт сотрудничает с альманахом «45-я параллель», публикуется в зарубежных изданиях.
В настоящее время, кроме стихов, работает над книгами воспоминаний о литературной и общественной жизни, значимых событиях на основе записных книжек и дневников, которые вел практически всю свою сознательную жизнь.